# Randevillers
Randevillers est une commune française située dans le département du Doubs, la région culturelle et historique de Franche-Comté et la région administrative Bourgogne-Franche-Comté.
Les habitants de Randevillers sont appelés les Villers.

## Géographie

### Toponymie
Randevilar en 1175 ; Raigneville en 1255 ; Randeveller en 1277 ; Randeceler en 1286 ; Randevillers depuis 1614.

### Climat
Pour des articles plus généraux, voir Climat de la Bourgogne-Franche-Comté et Climat du Doubs.
En 2010, le climat de la commune est de type climat de montagne, selon une étude du Centre national de la recherche scientifique s'appuyant sur une série de données couvrant la période 1971-2000. En 2020, Météo-France publie une typologie des climats de la France métropolitaine dans laquelle la commune est dans une zone de transition entre le climat semi-continental et le climat de montagne et est dans la région climatique  Jura, caractérisée par une forte pluviométrie en toutes saisons (1 000 à 1 500 mm/an), des hivers rigoureux et un ensoleillement médiocre. 
Pour la période 1971-2000, la température annuelle moyenne est de 9,2 °C, avec une amplitude thermique annuelle de 17,2 °C. Le cumul annuel moyen de précipitations est de 1 351 mm, avec 12,8 jours de précipitations en janvier et 11 jours en juillet. Pour la période 1991-2020, la température moyenne annuelle observée sur la station météorologique de Météo-France la plus proche, « Sancey-le-grand », sur la commune de Sancey à 5 km à vol d'oiseau, est de 10,2 °C et le cumul annuel moyen de précipitations est de 1 161,7 mm. 
La température maximale relevée sur cette station est de 37,9 °C, atteinte le 24 juillet 2019 ; la température minimale est de −22 °C, atteinte le 20 décembre 2009,,. 
Les paramètres climatiques de la commune ont été estimés pour le milieu du siècle (2041-2070) selon différents scénarios d'émission de gaz à effet de serre à partir des nouvelles projections climatiques de référence DRIAS-2020. Ils sont consultables sur un site dédié publié par Météo-France en novembre 2022.

## Urbanisme

### Typologie
Au 1er janvier 2024, Randevillers est catégorisée commune rurale à habitat dispersé, selon la nouvelle grille communale de densité à 7 niveaux définie par l'Insee en 2022.
Elle est située hors unité urbaine et hors attraction des villes,.

### Occupation des sols
L'occupation des sols de la commune, telle qu'elle ressort de la base de données européenne d’occupation biophysique des sols Corine Land Cover (CLC), est marquée par l'importance des territoires agricoles (58,6 % en 2018), en diminution par rapport à 1990 (64,5 %). La répartition détaillée en 2018 est la suivante : 
forêts (35,4 %), prairies (21,5 %), terres arables (19,3 %), zones agricoles hétérogènes (17,8 %), zones urbanisées (6 %). L'évolution de l’occupation des sols de la commune et de ses infrastructures peut être observée sur les différentes représentations cartographiques du territoire : la carte de Cassini (XVIIIe siècle), la carte d'état-major (1820-1866) et les cartes ou photos aériennes de l'IGN pour la période actuelle (1950 à aujourd'hui).

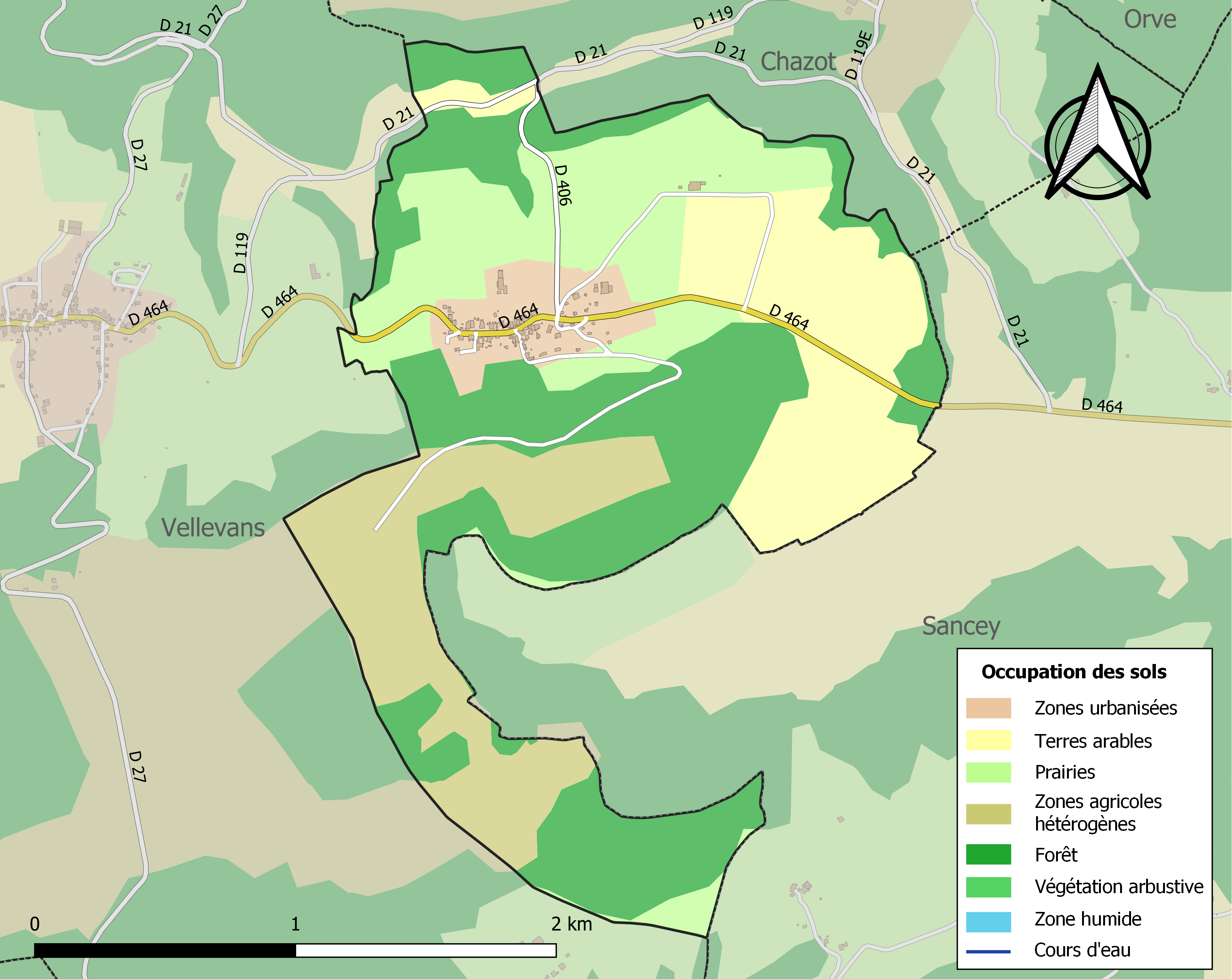
Carte des infrastructures et de l'occupation des sols de la commune en 2018 (CLC).

## Politique et administration

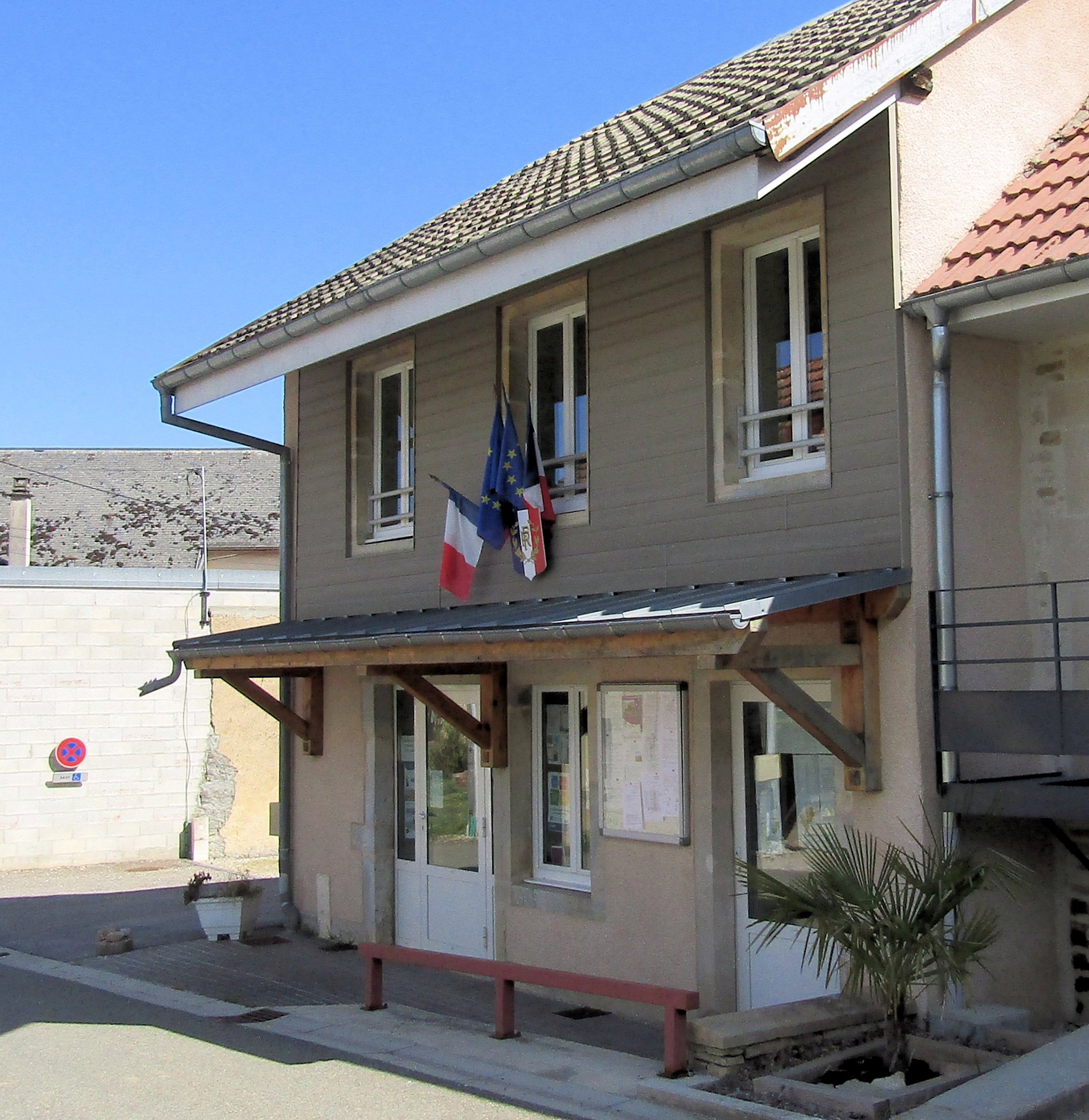
La mairie.

| Période                                  | Période       | Identité        | Étiquette | Qualité                    |
| ---------------------------------------- | ------------- | --------------- | --------- | -------------------------- |
| avant 1995                               | ?             | Joseph Simonin  |           |                            |
| mars 2001                                | décembre 2017 | Denis Lombardot | DVG       | Retraité Fonction publique |
| Les données manquantes sont à compléter. |               |                 |           |                            |
| mai 2020                                 | En cours      | Virginie Dayet  | PCF       |                            |
| Les données manquantes sont à compléter. |               |                 |           |                            |

## Démographie
L'évolution du nombre d'habitants est connue à travers les recensements de la population effectués dans la commune depuis 1793. Pour les communes de moins de 10 000 habitants, une enquête de recensement portant sur toute la population est réalisée tous les cinq ans, les populations de référence des années intermédiaires étant quant à elles estimées par interpolation ou extrapolation. Pour la commune, le premier recensement exhaustif entrant dans le cadre du nouveau dispositif a été réalisé en 2007.

En 2022, la commune comptait 111 habitants, en évolution de −5,93 % par rapport à 2016 (Doubs : +1,88 %, France hors Mayotte : +2,11 %).
| 1793 | 1800 | 1806 | 1821 | 1831 | 1836 | 1841 | 1846 | 1851 |
| ---- | ---- | ---- | ---- | ---- | ---- | ---- | ---- | ---- |
| 233  | 223  | 226  | 218  | 264  | 280  | 272  | 273  | 263  |

| 1856 | 1861 | 1866 | 1872 | 1876 | 1881 | 1886 | 1891 | 1896 |
| ---- | ---- | ---- | ---- | ---- | ---- | ---- | ---- | ---- |
| 261  | 279  | 270  | 242  | 223  | 218  | 227  | 229  | 245  |

| 1901 | 1906 | 1911 | 1921 | 1926 | 1931 | 1936 | 1946 | 1954 |
| ---- | ---- | ---- | ---- | ---- | ---- | ---- | ---- | ---- |
| 213  | 233  | 229  | 174  | 154  | 140  | 157  | 167  | 165  |

| 1962 | 1968 | 1975 | 1982 | 1990 | 1999 | 2006 | 2007 | 2012 |
| ---- | ---- | ---- | ---- | ---- | ---- | ---- | ---- | ---- |
| 173  | 147  | 124  | 107  | 113  | 113  | 103  | 101  | 108  |

| 2017 | 2022 | - | - | - | - | - | - | - |
| ---- | ---- | - | - | - | - | - | - | - |
| 122  | 111  | - | - | - | - | - | - | - |

## Lieux et monuments
- L'église de la Nativité-de-Notre-Dame avec son clocher comtois au toit de tuiles vernissées possède une cloche de 1680 recensée dans la base Palissy[20].
- La chapelle de l'Annonciation
- Les deux fontaines-lavoirs-abreuvoirs

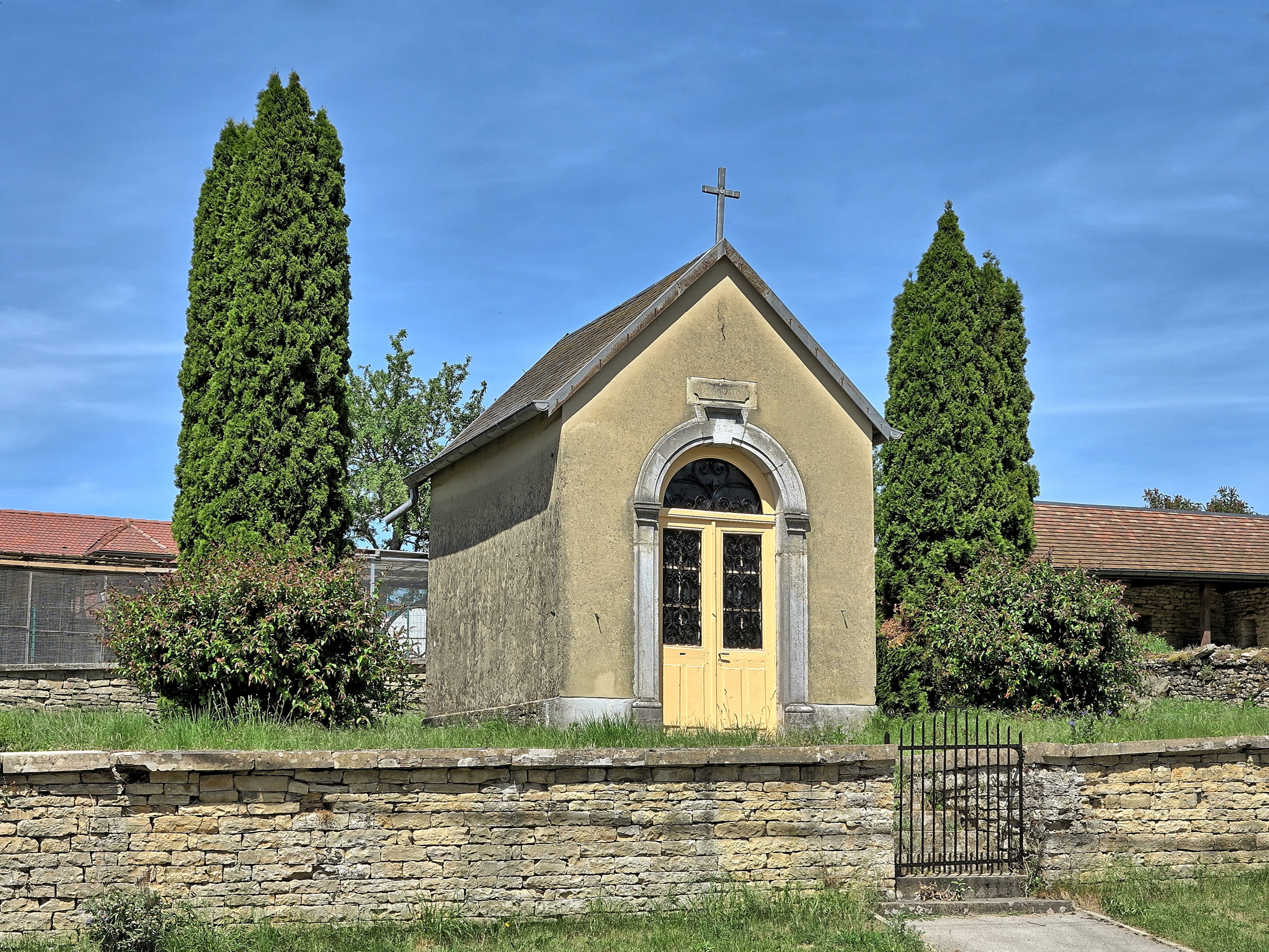
la chapelle de l'Annonciation.
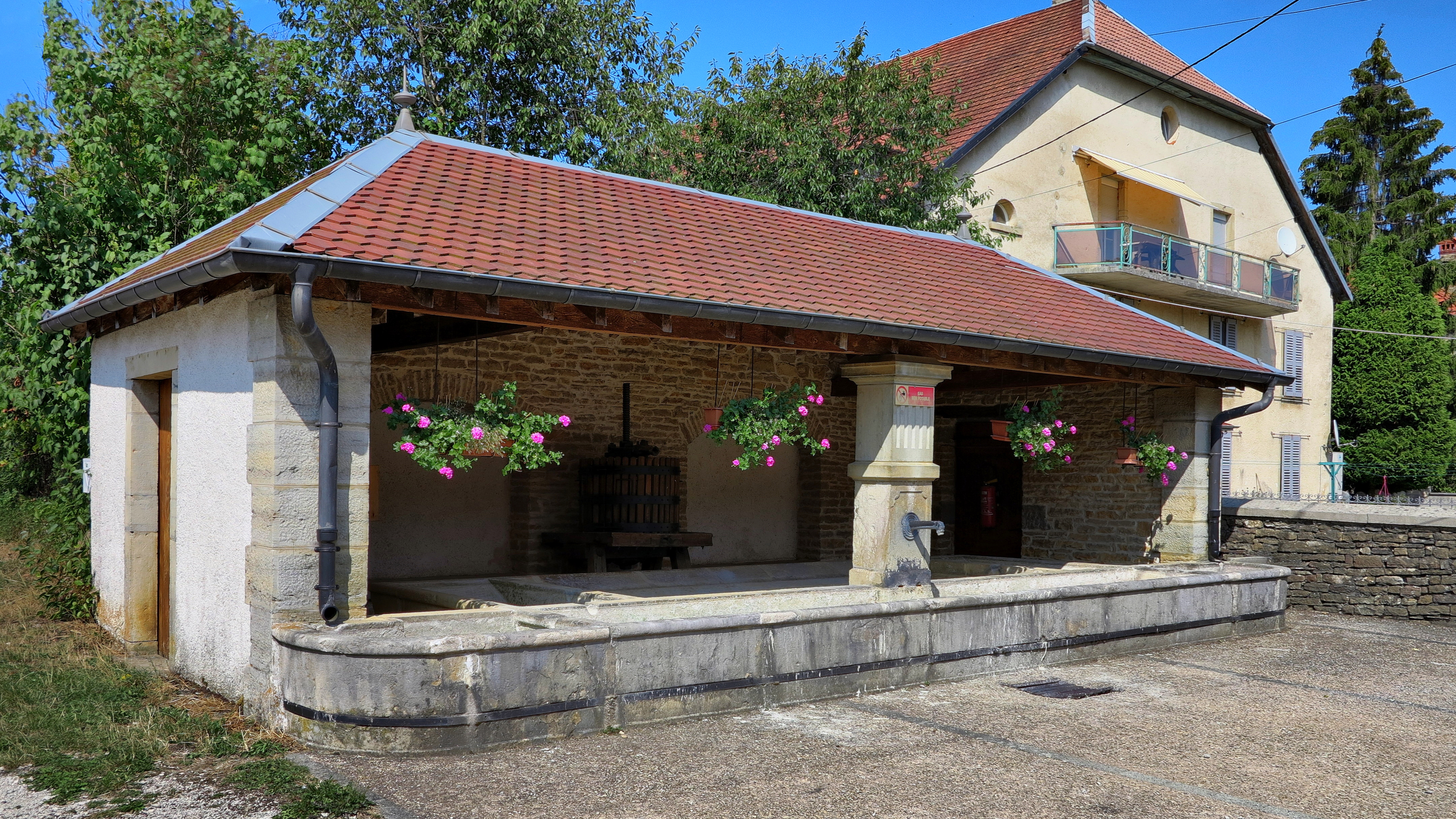
La fontaine-lavoir-abreuvoir 1.
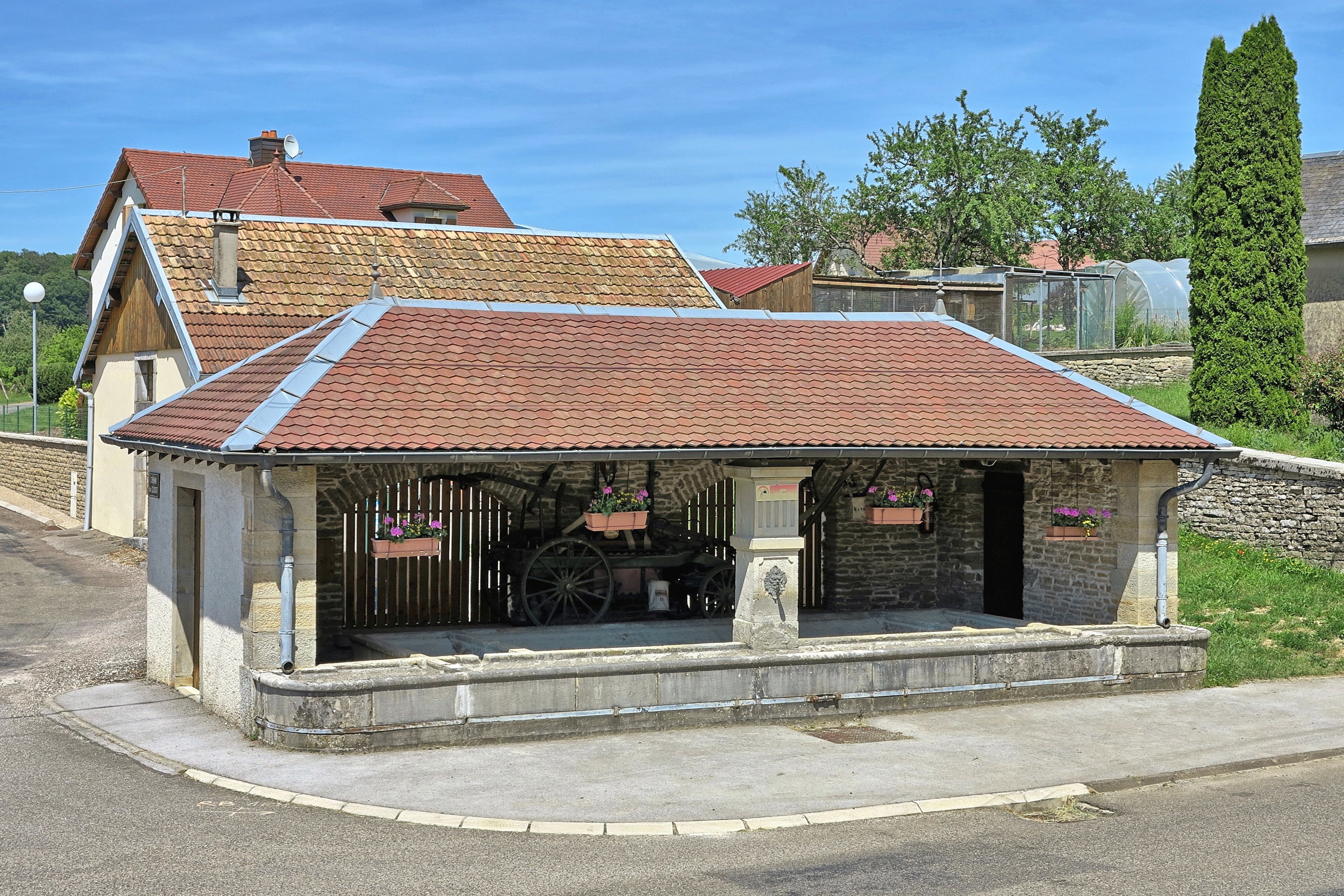
La fontaine-lavoir-abreuvoir 2.